# Михельбах (Вестервальд)
Михельбах (нем. Michelbach) — община в Германии, в земле Рейнланд-Пфальц.
Входит в состав района Альтенкирхен-Вестервальд. Население составляет 572 человека (на 31 декабря 2010 года). Занимает площадь 4,41 км².